# Ernie Chan
Pour les articles homonymes, voir Chan.
Ernesto « Ernie » Chan, (27 juillet 1940 - 16 mai 2012), est un auteur et dessinateur américain de bandes dessinées, originaire des Philippines.

## Biographie
Il naît aux Philippines le 27 juillet 1940.
Il commence à réaliser des bandes dessinées à l'âge de vingt ans dans son pays natal. Ernie Chan émigre dix ans plus tard aux États-Unis en 1970 et devient citoyen américain en 1976.
Il étudie avec John Buscema. Ensemble, ils collaborent sur la série Conan le Barbare dont il est l'encreur. Ernie Chan travaille également pour d'autres séries à succès Marvel et DC, notamment Savage Sword of Conan, The Incredible Hulk, Batman, mais aussi House of Secrets, Kull the destroyer, Claw The Unconquered et Power Man & Iron Fist.
De 1975 à 1976, il travaille sur l'ensemble des couvertures des publications de DC Comics. Puis, il se tourne vers Marvel Comics et se concentre sur la série Conan le Barbare. En 1980, il reçoit le prix Inkpot, récompense décernée chaque année à une vingtaine de professionnels de bande dessinée, science-fiction et animation lors du salon de la bande dessinée de San Diego (Comic-Con). Il prend sa retraite en 2002.
Ernie Chan meurt le 16 mai 2012 à 71 ans des suites d'un cancer.

## Œuvres
- Red Sonja
- Conan le Barbare
- Power Man & Iron Fist
- Kull
- What if ? (comics) (Marvel Comics)
- Hulk
- Les Vengeurs
- Kobra (en)
- Batman (DC Comics)
- Captain Stingaree (en) (cocréateur Bob Rozakis & Michael Uslan)
- Claw the Unconquered (cocréateur David Michelinie)
- Docteur Strange
- Dracula (Marvel Comics)
- Daredevil
- Doc Savage
- Thor (comics)
- Fantastic Four
- John Carter of Mars
- Savage Sword of Conan
- Man From Atlantis
- Marvel Fanfare (en)
- Marvel Team-Up
- Marvel Two-In-One
- Master of Kung Fu
- Spider-Woman
- Strange Tales
- Supernatural Thrillers
- Werewolf by Night